# Ayşe Kilimci
Ayşe Kilimci (* 1954 in Izmir) ist eine türkische Schriftstellerin.
Nach einem Sozialarbeit-Studium lebte und arbeitete sie in Tarsus. 1972 begann sie mit der Veröffentlichung von Kurzgeschichten, was ihr hauptsächliches Betätigungsfeld blieb. Später schrieb sie aber auch eine Reihe von Kinderbüchern sowie Essays und Reportagen. Im Jahr 2000 wurde sie Gewinnerin des Haldun-Taner-Preises. Kilimcis Bücher wurden auch in die deutsche Sprache übersetzt. Im Rahmen des Gastlandauftrittes der Türkei auf der Frankfurter Buchmesse 2008 war die Autorin mit einer Lesung zu sehen.

## Veröffentlichungen
- Benin Adim Çocuk (My Name Is Child), 1989
- Elimizdeki Ișik (The Light In Our Hands), 1990
- Çöp Kraliçe (The Queen Made Of Sticks), 1990
- Masal Ektim Umut Biçtim (I Plated Faity Tales And Harvested Hope), 1991
- Dikenci Karga (The Crow That Sells Thorns), 1991
- Yıldızları Dinle, 1999